# 유곤일
유곤일(중국어 정체자: 劉坤一, 병음: Liú Kūnyī, 1830년 1월 21일 - 1902년 10월 27일)는 청나라 말기의 군인, 관료이다. 자는 연장(硯莊)이며, 증국번, 좌종당 사후 장지동과 함께 후기 양무운동을 이끌었다.

## 생애
1830년 1월 21일, 유곤일은 호남성(湖南省) 신녕현(新寧縣)에서 태어났다. 늠생(廩生, 국가에서 장학금을 지급하는 생원)이었지만, 함풍(咸豐) 5년(1855)에 향용(鄕勇)을 이끌고 태평천국(太平天國)과 싸웠고, 강충원(江忠源)이 창설한 초용(楚勇)에 편입되었다. 전공을 세워 지현(知縣), 지주(知州), 지부(知府), 광동안찰사(廣東按察使), 광서포정사(廣西布政使)로 승진을 거듭했다. 동치(同治) 4년(1865)에서 강서순무(江西巡撫), 광서(光緖) 원년(1875)에 양광총독(兩廣總督) 직을, 광서 6년(1880)에는 양강총독(兩江總督) 직을 역임했다. 총독 재임 중 재정을 정비하고, 부패를 적발해 양무운동을 추진했다.
광서 17년(1891)에 해군 군무원을 보좌하라는 명을 받았다. 광서 20년(1894), 청일전쟁(淸日戰爭) 때에는 흠차대신(欽差大臣)에 임명되어 산해관(山海關) 내외에서 작전에 부딪혔다. 또한, 광서 21년(1895)에는 강유위(康有爲)가 주재하는 강학회(强學會)에 은 5천량을 기부하여 변법자강운동(變法自强運動)을 지지했다. 광서 24년(1898), 무술변법(戊戌變法)에서는 급격한 개혁을 외면하고 있었지만, 무술정변(戊戌政變) 이후에는 광서제의 폐위에 강하게 반대했다. 같은 해에 중국을 방문한 일본의 전 총리 이토 히로부미(伊藤博文)와도 회견을 했다.
광서 26년(1900), 의화단운동 때는 양강총독으로 의화단의 난을 진압해야 한다고 강하게 주장했다. 열강 각국의 영사와 호광총독(湖廣總督) 장지동, 양광총독 이홍장과 손을 잡고 ‘동남호보’(東南互保)라고 주장하며, 서태후(西太后)의 열강에 대한 선전포고의 명령을 무시했다. 광서 27년(1901), 장지동과 연명하여 ‘강초삼절’(江楚三折)이라는 상소를 올려 정치 경제 군사 교육 등의 종합적인 개혁을 호소했다. (청말신정).
이듬해 광서 28년(1902), 72세의 일기로 사망했다. 사후 충성(忠誠)이라는 시호가 내려졌다.